# 安久榮太郎
安久 榮太郎（あんきゅう えいたろう、1901年（明治34年）6月5日 - 1945年（昭和20年）4月13日）は、日本の海軍軍人。太平洋戦争で潜水艦輸送を23回成功させた伊38潜水艦長である。最終階級は海軍少将。

## 生涯
安久は福井県出身の海兵50期生である。海軍兵学校時代の校長は鈴木貫太郎、千坂智次郎で、安久は272名中95番で卒業した。練習艦隊は谷口尚真司令官に率いられ、片桐英吉、岸本鹿子治、田中頼三らの幹部に指導を受けた。術科学校で初級士官教育を受け、中尉進級後に呂59（駒沢克己艦長）に乗組んだのが潜水艦歴のはじまりである。水雷学校高等科、潜水学校乙種を履修し、安久は潜水艦専攻士官となる。

### 潜水艦

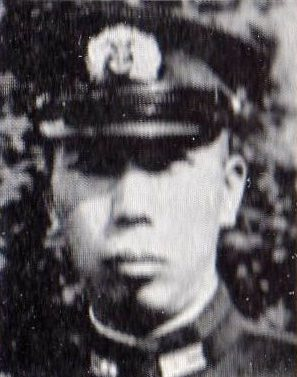
同期生の潜水艦長で、戦死後2階級特進した松村寛治

潜水学校乙種は潜水艦水雷長を養成する課程である。潜水艦水雷長は、魚雷の発射、管理などの責任者であり、また潜水艦の潜航作業を指揮し、艦の先任将校として潜水艦長を補佐する役割である。安久が水雷長を務めた潜水艦は伊22、伊56、伊57の3隻で、期間は計3年9月である。水雷長勤務の後は約2年間の潜水学校教官勤務であった。伊22で最初の艦長職（少佐）につく。しかしその期間は3月ほどで潜水学校甲種に移る。潜水学校甲種は潜水艦長を養成する課程で、その職責を担うに必要な戦術、操艦、機関などの教育を受けた。
卒業後伊53潜水艦長、呉海軍工廠潜水艦部部員を経て1941年（昭和16年）8月に伊1潜水艦長（中佐）となる。同艦は大正末年に竣工した巡潜1型潜水艦で、第一次世界大戦における戦利潜水艦から着想を得て、一次大戦中に独潜水艦の大部を設計したテッヘル博士の指導の下に建造された。水上10ノットで24400浬の航続力、魚雷24本の攻撃力を有した大型艦であった。

### 伊1潜水艦長

#### 真珠湾攻撃

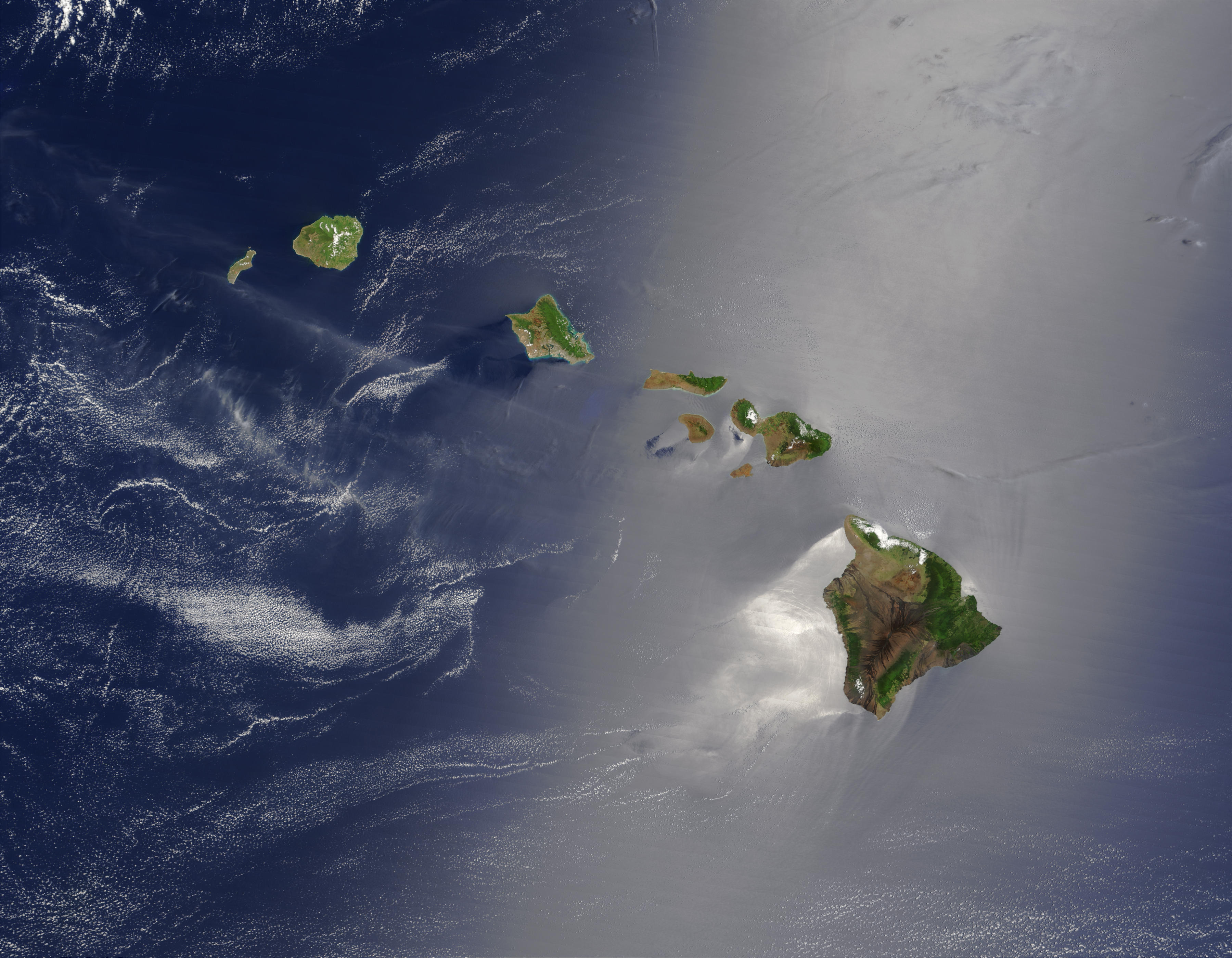
ハワイ諸島衛星写真。左からニイハウ島、カウアイ島、オアフ島、モロカイ島、ラナイ島、マウイ島、ハワイ島。マウイ島の下はカフラウエ島。開戦時の伊1はカウアイ島付近にあった。ラハイナ泊地はマウイ島左に、ヒロはハワイ島右に位置する。真珠湾はオアフ島に所在。

伊1は第六艦隊（清水光美司令長官）第二潜水戦隊（山崎重暉司令官）の隷下で、真珠湾攻撃時は山崎が指揮する第二潜水部隊に属した。同部隊は伊1から伊7の7隻で構成され、安久の直属上官は第七潜水隊司令の島本久五郎である。第二潜水部隊は11月16日に横須賀から出撃したが、伊1の出撃は整備の遅れにより同月21日となる。伊1ら第二潜水戦隊の任務はカウアイ島からオアフ島、オアフ島からモロカイ島間に散開して攻撃の機をうかがい、ラハイナ泊地に敵を発見した場合は、同泊地に侵入攻撃を実施するというものであった。真珠湾攻撃後も1月10日まで現地に留まり、敵艦船の攻撃を図る。安久は12月31日にハワイ島ヒロに対する砲撃を行った。翌日には発見を報じられた空母部隊を索敵し、水上進撃を行ったが発見には至っていない。4日にはジョンストン島東方で索敵を行い、僚艦の伊6（稲葉通宗艦長）が、サラトガ雷撃に成功している。横須賀への帰港は2月1日である。

#### ミッドウェー海戦
艦の整備を受けた後、第二潜水戦隊（市岡寿司令官に交代）は豪州方面に出撃し、伊1は商船1隻(8667t)を撃沈した。しかし片舵機に故障を生じ、横須賀に帰港している。ミッドウェー海戦時は横須賀にあったが、同海戦の敗北を受けて米海軍を警戒した連合艦隊司令部は、第二潜水戦隊を北方部隊に編入した。伊1が編入されていた第七潜水隊はアリューシャン方面で散開線を敷いたが、伊7が商船を1隻撃沈したほかは会敵していない。僚艦の伊5は霧中砲撃を受け、米軍がレーダーを使用し始めていることが推測された。伊1は8月1日に横須賀へ帰港した。

#### 陸戦隊救出
ガダルカナルの戦いが始まったことで、第七潜水隊はトラックへ進出した。川口清健少将率いる川口支隊の第一次総攻撃が頓挫し、連合艦隊は敵増援の遮断を狙って潜水艦部隊によるガダルカナル島周辺に監視体制をしく。伊1はインディスペンサブル海峡付近で配置についたが、ラビの戦いで消息が危ぶまれていたグッドイナッフ島 所在の佐世保鎮守府第五特別陸戦隊救出を命じられ、10月3日、71名の救出に成功した。

### 伊38潜水艦長

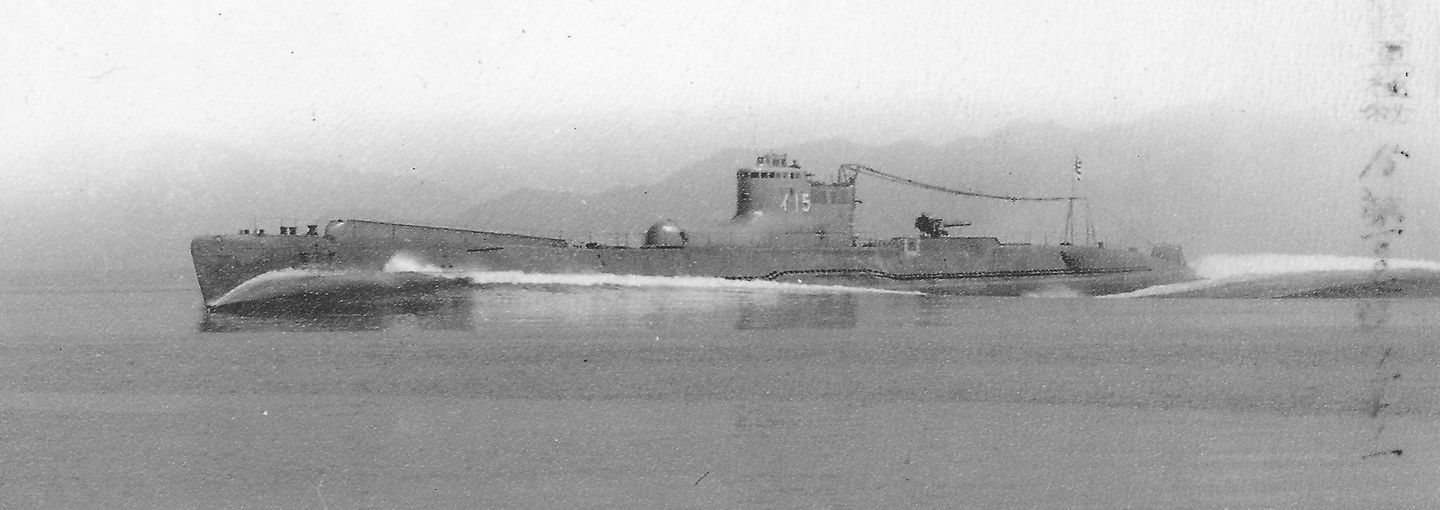
伊38の同型艦。伊38はのちに撃沈され、総員110名が戦死した。

10月31日に呉鎮守府附として退艦し、第六艦隊司令部附を経て、渡邊勝次少佐の後任として伊38艤装員長となる。1943年（昭和18年）1月、竣工とともに艦長に就任した。同艦は巡潜乙型潜水艦（伊十五型潜水艦）で、最高速力水上23.6ノット、航続距離水上16ノットで14000浬、魚雷17本を搭載する能力を持っていた。伊38は呉潜水基地隊、第十一潜水隊（第一艦隊所属）として約3月の訓練を行い、第一潜水戦隊（三戸寿司令官）第十五潜水隊（第六艦隊）に編入となる。

#### 運砲筒
日本海軍は輸送用に特型運貨筒や運貨筒、運砲筒を開発した。大砲や砲弾を潜水艦によって輸送するために開発されたのが運砲筒で、旧式魚雷を利用した航走能力を有し、潜水艦で目的地付近まで運んだ後、操縦員1名が移乗して航走に移り、砂浜に乗り上げることで重量物を短時間で揚陸することが可能であった。実地試験は1943年3月に終了しているが、この実験に協力した潜水艦の名称は記録に残っていない。安久の伊1は呉からラバウルに進出した際、この運砲筒、およびその教官を輸送した。現地では海軍陸戦隊員や陸軍船舶兵各一小隊に訓練が実施された。

#### 潜水艦輸送

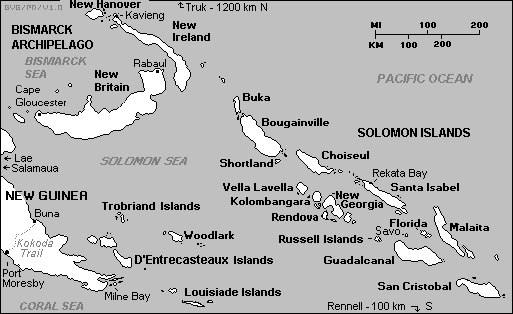
安久が活動したソロモン諸島海域。陸戦隊を救出したグッドイナッフ島はニューギニア東端のミルン湾に位置する。

安久がラバウルに進出したのは5月18日であったが、すでにガダルカナル撤退が行われ、ニューギニアの戦いも劣勢になっていた。3月にはビスマルク海海戦で輸送船団が壊滅。6月にはニュージョージア島の戦いが始まっている。潜水艦輸送は1942年11月24日に伊17（原田毫衛艦長）がガダルカナル島に11tを輸送したのを最初に開始されていたが、水上艦艇による輸送はさらに困難になっており、連合艦隊は引き続き輸送に潜水艦を使用した。
この頃、米軍はすでにレーダーを使用し始めており、潜水艦が補気や充電のために夜間浮上を行った場合、鍛えられた乗員の眼、高性能望遠鏡をもってしても対抗できなくなりつつあった。また潜水艦による輸送はその本来の攻撃力を発揮できないだけでなく、敷設機雷、哨戒艇や航空機の警戒のなか揚陸作業を行うため危険が多く、潜水艦乗員には好まれない任務であり、自嘲の意を込めて「丸通」と呼ばれた。しかし離島に孤立した友軍部隊を救うため、潜水艦乗員は死地へ向かった。この時期の潜水艦輸送指揮官は第一潜水戦隊司令官三戸寿、次いで第七潜水戦隊司令官原田覚である。
安久の伊38は南東方面潜水艦部隊に編入され、輸送作戦に抜群の実績を残し高い評価を受けた。作戦行動は次の通りで、爆撃2回、爆雷攻撃1回を受けながら糧食、弾薬など753tを輸送した。全てではないが運砲筒を使用している。輸送回数は23回であり、昭和18年に40隻の潜水艦をもって実施された潜水艦輸送227回の一割を占める。日本海軍が実施した全ての潜水艦輸送は、99隻335回、喪失潜水艦は18隻である。
伊38の輸送作戦
5月
- 23日 ラエ（ニューギニア島フォン湾）
- 29日 ラエ

6月
- 4日 ラエ
- 11日 サラモア
- 21日 ラエ
- 28日 ラエ

7月
- 19日 ラエ
- 26日 ラエ

8月
- 1日 ラエ
- 8日 ラエ
- 17日 コロンバンガラ（ニュージョージア諸島）
- 30日 ラエ

9月
- 12日 ブイン（ブーゲンビル島）
- 27日 スルミ （ニューブリテン島中部）

10月
- 5日 スルミ
- 17日 スルミ
- 25日 スルミ
- 31日 シオ（ニューギニア島東部）

11月
- 7日 シオ
- 19日 スルミ
- 25日 シオ

12月
- 9日 スルミ
- 22日 シオ

### 戦死
1944年（昭和19年）1月7日に伊38は呉に帰港し修理を受け、安久は後任を当山全信に譲り潜水学校教官兼研究部部員となる。同年5月1日には大佐に進級した。この日ともに大佐へ進級したのが同期生の松村寛治、堀内豊秋、海兵51期の山本祐二、大井篤などである。翌年3月、第三三潜水隊司令に補される。この部隊は潜水学校に所属する潜水艦乗員の訓練部隊である。すでに潜水艦長に人材の余裕はなく、安久は呂64潜水艦長を兼務した。1945年（昭和20年）4月12日、広島湾で潜航訓練中に触雷し、呂64は沈没。安久以下77名全員が殉職した。

## 人物
安久は作戦行動中とそれ以外とでまるで違った姿をみせる人物であった。原因は安久の好物であった酒である。乗艦中は飲まないが、上陸すると艦へ戻ることを忘れ飲み続けた。これは戦前も戦中も変わらず、作戦行動から帰還したラバウルでは一升瓶を持って酔歩する安久の姿が見られた。部下たちは酔った安久を探しては乗艦させ、艦はそのまま出港するのである。酒が原因で数々の失敗を犯し、進退問題も取沙汰された。しかし酔いが冷めた安久の指揮は勇敢なものであり、また安久は命令に対して不満を述べることもなかった。輸送作戦での功績は連合艦隊司令長官名で全軍布告され、1944年（昭和19年）7月5日に感状を拝受。安久は昭和天皇に拝謁した。